# Alice nella città
Alice nella città è un festival cinematografico internazionale dedicato agli esordi, alla scoperta del talento, alle giovani generazioni e alle scuole di ogni ordine e grado sino alle scuole di cinema a cui è dedicata parte della programmazione in particolare le masterclass.
Il festival si tiene in autunno soprattutto negli spazi dell'auditorium Parco della Musica di Roma. La manifestazione è organizzata a partire dal 2003 dall'associazione culturale Playtown Roma e, dopo essere stata una sezione della Festa del Cinema di Roma dal 2006 al 2011, dal 2012 è divenuta sezione autonoma e parallela della medesima manifestazione. Durante tutto l’anno affianca la Fondazione Cinema per Roma nelle attività di CityFest, curando gli eventi rivolti al settore giovani/educational. I direttori artistici di Alice nella Città sono Gianluca Giannelli e Fabia Bettini.

## Storia
Alice nella Città nasce nel 2003, anni prima della Festa del Cinema di Roma, di cui diviene sezione giovani ufficiale dal 2006 al 2011. Nel 2012 il festival cinematografico torna ad essere un festival indipendente, autonomo e parallelo al Festival internazionale del film di Roma 2012. Nel corso di questo importante passaggio, Alice nella Città non rinuncia a promuovere la cultura cinematografica fra il pubblico di giovani attraverso un ricco palinsesto di proiezioni, incontri con delegazioni e specialisti dell'industria cinematografica, attività, workshops e molto altro. Il festival ha sempre avuto come obiettivo primario quello di configurarsi come une evento pensato e costruito per un pubblico giovane ma, allo stesso tempo, indirizzato a tutti i tipi di spettatore per ritagliare uno spazio importante nel panorama degli eventi cinematografici internazionali. Alice nella città si propone di intercettare e raccogliere intorno al suo programma una selezione internazionale di pellicole che permettano al pubblico di costruire un confronto costante sulle tecniche, sui temi e sui linguaggi del cinema contemporaneo.

## Luoghi
Il Festival si svolge presso l'Auditorium Parco della Musica di Roma negli stessi spazi e nello stesso periodo della Festa del Cinema di Roma. Nel corso della mattinata, la struttura progettata dall'architetto Renzo Piano ospita le proiezioni dei film. Le sale dell'auditorium a disposizione di Alice nella Città sono solitamente la Sala Sinopoli (1.000 posti), la Sala Petrassi (650 posti) e il Teatro Studio (300 posti). Di fronte agli spazi dell'auditorium è allestito ogni anno il Villaggio del Cinema, un'area con servizi per il pubblico e gli accreditati. Dal 2012, proprio in questo luogo, sorge lo spazio di Casa Alice: cuore pulsante della manifestazione, il luogo si configura come fulcro indiscusso dell'intera programmazione festivaliera. Ogni anno, altri luoghi della città accolgono altre proiezioni organizzate da Alice in occasione e in accordo con la manifestazione.

## Giurie
Sin dalla sua prima edizione, le proiezioni di Alice nella Città sono state giudicate da un gruppo di giovani giurati, selezionati su scala nazionale attraverso due fasi distinte di scrematura: prima attraverso la scrittura di una recensione scritta e, in un secondo momento, attraverso un colloquio orale. Dal 2006 al 2011 il concorso prevedeva due premi distinti assegnati da due giurie di età diverse. Il Premio Giovani K2 veniva assegnato dai giurati di età compresa fra gli otto e i tredici anni mentre quello Young Adult era assegnato da ragazzi e ragazze appartenenti alla fascia di età quattordici-diciassette. A partire dal 2012, anno in cui la giuria è stata formata da giurati degli anni precedenti, la direzione artistica ha deciso di creare un unico premio, sacrificando così la giuria dei più piccoli ma raddoppiando il numero dei titoli dei film in concorso ufficiale.
Dal 2015, Alice nella Città decide di rivolgere inoltre una particolare attenzione al cinema emergente: tutte le opere prime e seconde di lungometraggio presenti nelle diverse sezioni concorrono all'assegnazione del Premio Camera d'oro Taodue alla migliore opera prima e seconda, dotato di una specifica giuria.

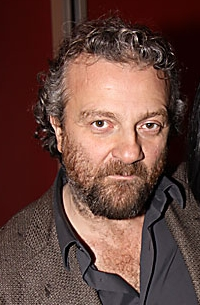
Presidente della Giuria Taodue 2015
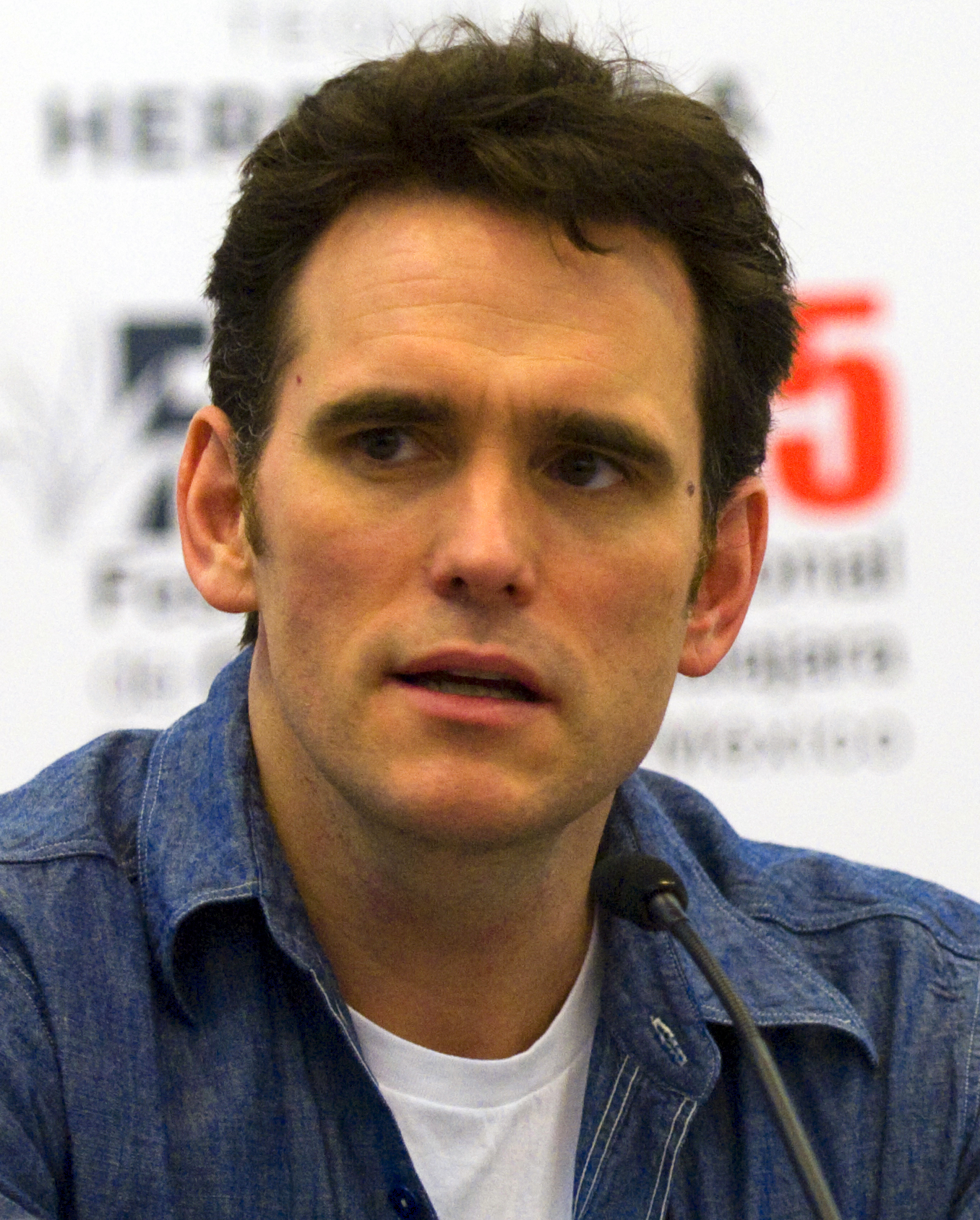
Presidente della Giuria Taodue 2016

## Scuole
Alcune proiezioni del Festival, soprattutto quelle mattutine, sono interamente dedicate al pubblico delle scuole romane: elementari, medie e superiori. Oltre ad essere parte attiva del pubblico, diverse scuole di cinema e di audiovisivo nel corso degli anni hanno collaborato per la realizzazione dell'evento. Dal 2014 è attiva una stretta collaborazione con l'Istituto europeo di design (IED) con sede a Roma: gli studenti dell'ala Cinema & New Media della scuola seguono l'intero evento all'interno di uno spazio di Casa Alice, per realizzare una serie di video e contenuti multimediali caricati quotidianamente sul canale YouTube della manifestazione.

## Alice nella città 2006 - IV edizione
La prima edizione come sezione giovani di Cinema. Festa internazionale di Roma 2006. La manifestazione si svolge a Roma dal 13 al 21 ottobre 2006. Il premio Alice nella Città sezione Young|Adult viene assegnato al film Just Like the Son di Morgan J. Freeman mentre il premio Alice nella Città sezione K12 è assegnato al film Liscio di Claudio Antonini.

### Concorso Young-Adult
- 2 filhos de Francisco di Breno Silveira (Brasile)
- Les Aiguilles rouges di Jean-François Davy (Francia)
- Sipur Hatzi - Russi di Eitan Anner (Israele)
- Supervoksen di Christina Rosendahl (Danimarca)
- Swimmers di Doug Sadler (Stati Uniti)
- In viaggio con Evie (Driving Lessons) di Jeremy Brock (Gran Bretagna)
- I'm Reed Fish di Zackary Adler (USA)
- Just Like the Son di Morgan J. Freeman (USA)

Gli ultimi tre titoli in collaborazione con il Tribeca Film Festival.

### Concorso K-12
- Azur e Asmar (Azur et Asmar) di Michel Ocelot (Francia)
- Brave Story di Koichi Chigira (Giappone)
- Je m'appelle Elisabeth di Jean-Pierre Ameris (Francia)
- Le Temps des porte-plumes di Daniel Duval (Francia)
- Liscio di Claudio Antonini (Italia)
- U di Serge Elissalde, Grégoire Solotareff (Francia)
- Vitus di Fredi M. Murer (Svizzera)
- Una parola per un sogno (Akeelah and the Bee) di Doug Atchison (USA)

L'ultimo titolo in collaborazione con il Tribeca Film Festival.

### Fuori concorso - Evento Speciale
- La gang del bosco (Over the Hedge) di Tim Johnson e Karey Kirkpatrick (USA)
- Rosso come il cielo di Cristiano Bortone (Italia)
- Salvatore - Questa è la vita di Gian Paolo Cugno (Italia)
- Boog & Elliot a caccia di amici di Roger Allers, Jill Culton, Anthony Stacchi (USA)

## Alice nella Città 2007 - V Edizione
Sezione giovani di Cinema. Festa internazionale di Roma 2007 La manifestazione si svolge a Roma dal 18 al 27 ottobre 2007. Il premio Alice nella Città sezione Young|Adult viene assegnato al film Noonbushin Narae (Meet Mr. Daddy) di Kwang Su Park mentre il premio Alice nella Città sezione K12 è assegnato al film Canvas di Joseph Dominic Greco.

### Concorso Young|Adult
- Have Dreams, Will Travel di Brad Isaacs (USA)
- And When Did You Last See Your Father? di Anand Tucker (Gran Bretagna)
- Choose Connor di Luke Eberl (USA)
- La Tête de maman di Carine Tardieu (Francia)
- Noonbushin Narae (Meet Mr. Daddy) di Kwang Su Park (Corea del Sud)
- Partes usadas di Aarón Fernández (Messico)
- September di Peter Carstairs (Australia)

### Concorso K-12
- Canvas, regia di Joseph Dominic Greco (USA)
- Sotto le rovine del Buddha (Buda az sharm foru rikht) di Hana Makhmalbaf (Iran, Francia)
- Toku no Sora ni Kieta di Isao Yukisada (Giappone)
- La stessa luna (La misma luna) di Patricia Riggen (Messico, USA)
- Survivre avec les loups di Véra Belmont (Francia, Belgio, Germania)
- Seachd - The Inaccessible Pinnacle di Simon Miller (Scozia)
- Un Chateau en Espagne di Isabelle Doval (Francia)

### Fuori Concorso|Evento Speciale
- Winx Club - Il segreto del regno perduto di Iginio Straffi (Italia)
- Come d'incanto di Kevin Lima (USA)
- La musica nel cuore di Kirsten Sheridan (USA)

## Alice nella Città 2008 - VI Edizione
Sezione giovani del Festival Internazionale del Film di Roma 2008 che si svolge dal 22 al 31 ottobre 2008. Il premio Alice nella Città sezione Young|Adult viene assegnato al film Summer di Kenny Glenaan mentre il premio Alice nella Città sezione K-12 è assegnato al film Magique! di Philippe Muyl.

### Concorso Young|Adult
- Playing for Charlie di Pene Patrick (Australia)
- Quell'estate di Guendalina Zampagni (Italia)
- Raccolta completa dei lavori di Lele Luzzati restaurati di Emanuele Luzzati (Italia)
- Santa Mesa di Ron Morales (Stati Uniti d'America/Filippine)
- Summer di Kenny Glenaan (Gran Bretagna)
- Tahaan: A Boy with a Grenade di Santosh Sivan (India)
- Tummien perhosten koti di Dome Karukoski (Finlandia)

### Concorso K-12
- El viaje de Teo di Walter Doehner (Messico)
- La siciliana ribelle di Marco Amenta (Italia)
- Lol di Lisa Azuelos (Francia)
- Magique! di Philippe Muyl (Francia/Belgio)
- Middle of Nowhere di John Stockwell (Stati Uniti d'America)
- Only di Ingrid Veninger e Simon Reynolds (Canada)

### Fuori concorso|Evento Speciale
- The Tree of Ghibet di Amedeo D'Adamo e Nevina Satta (Camerun/Stati Uniti d'America/Italia)
- High School Musical 3: Senior Year di Kenny Ortega (Stati Uniti d'America)

## Alice nella Città 2009 - VII Edizione
Sezione giovani del Festival internazionale del film di Roma 2009 che si svolge dal 15 al 23 ottobre 2009. Il premio Alice nella Città sezione Young|Adult viene assegnato al film Last Ride di Glendyn Ivin mentre il premio Alice nella Città sezione K-12 è assegnato al film Winter in Wartime di Martin Koolhoven. Per la prima volta, la giuria Young|Adult assegna anche una menzione speciale al film Vegas di Gunnar Vikene.

### Concorso Young|Adult
- The Be All And End All di Bruce Webb (Gran Bretagna)
- Prinsessa - Starring Maja di Teresa Fabik (Svezia)
- La regate di Bernard Bellefroid (Belgio, Lussemburgo, Francia)
- Marpiccolo di Alessandro Di Robilant (Italia)
- Last Ride di Glendyn Ivin (Australia)
- Vegas di Gunnar Vikene (Norvegia)
- A Boy Called Dad di Brian Percival (Gran Bretagna)
- Dear Lemon Lima di Suzi Yoonessi (Stati Uniti)

### Concorso K-12
- Mille neuf cent quatre-vingt-un di Ricardo Trogi (Canada)
- Nat e il segreto di Eleonora di Dominique Monféry (Italia, Francia)
- Skellig di Annabel Jankel (Gran Bretagna)
- Winter in Wartime di Martin Koolhoven (Paesi Bassi, Belgio)

### Fuori concorso|Evento Speciale
- L'incredibile viaggio della tartaruga (Tortuga - Die unglaubliche Reise der Meeresschildkröte) di Nick Stringer (Austria, Germania)
- Il piccolo Nicolas e i suoi genitori (Le Petit Nicolas) di Laurent Tirard (Francia)
- Hachiko - Il tuo migliore amico (Hachiko: A Dog's Story) di Lasse Hallström (Stati Uniti)
- Astro Boy di David Bowers (Stati Uniti)
- The Twilight Saga: New Moon di Chris Weitz (Stati Uniti) – Presentazione dei primi 20 minuti del film

## Alice nella Città 2010 - VIII Edizione
Sezione giovani del Festival internazionale del film di Roma 2010 che si svolge dal 28 ottobre al 5 novembre 2010. Il premio Alice nella Città sezione Young|Adult viene assegnato al film Adem di Hans Van Nuffel mentre il premio Alice nella Città sezione K-12 è assegnato al film I Want to Be a Soldier di Christian Molina.

### Concorso Young|Adult e Concorso K-12
- Adem di Hans Van Nuffel (Belgio)
- Le migliori cose del mondo (As melhores coisas do mundo) di Laís Bodanzky (Brasile)
- Asse mediano di Michele Mossa (Italia)
- Herois di Pau Freixas (Spagna)
- Hold om mig di Kaspar Munk (Danimarca)
- L'estate di Martino di Massimo Natale (Italia)
- Leila di Audrey Estrougo (Francia)
- Los Colores de la Montaña di Carlos César Arbelaez (Colombia)
- I Want to Be a Soldier di Christian Molina (Italia)
- Lou di Belinda Chayko (Australia)
- So che ci sei (Matching Jack) di Nadia Tass (Australia)
- My Brothers di Paul Fraser (Irlanda)
- Quartier Lointain di Sam Garbarski (Belgio/Francia)
- The Runway di Ian Power (Irlanda/Lussemburgo)
- Tête de Turc di Pascal Elbé (Francia)

### Fuori concorso - Evento speciale
- Winx Club 3D - Magica avventura di Iginio Straffi (Italia)
- Un sasso nello stagno di Felice Cappa (Italia)
- Waiting for Superman di Davis Guggenheim (Stati Uniti d'America)

## Alice nella Città 2011 - IX Edizione
Sezione giovani del Festival internazionale del film di Roma 2011 che si svolge dal 27 ottobre al 4 novembre 2011. Il premio Alice nella Città sezione Young|Adult viene assegnato al film North sea Texas di Bavo Derurne mentre il premio Alice nella Città sezione K-12 è assegnato al film En el nombre de la hija di Tania Hermida

### Concorso Young|Adult e Concorso K-12
- La Brindille di Emmanuelle Millet (Francia)
- Jesus Henry Christ di Dennis Lee (USA)
- En el nombre de la hija (In the Name of the Girl) di Tania Hermida (Ecuador)
- Kokuriko-zaka kara (Dalla collina dei papaveri) di Gorō Miyazaki (Giappone)
- Le Diable dans le peau (Devil in the Skin) di Gilles Martinerie (Francia)
- Amy George di Yonah Lewis, Calvin Thomas (Belgio)
- Kids Stories di Siegfried (Francia)
- Foster di Jonathan Newman (Regno Unito)
- Hasta la vista (Come as You Are) di Geoffry Enthoven (Belgio)
- No et moi (No and Me) di Zabou Breitman (Francia)
- Death of a Superhero di Ian Fitzgibbon (Germania)
- David di Joel Fendelman (USA)
- Little Glory di Vincent Lannoo (Belgio)
- Butter di Jim Field Smith (USA)
- North sea Texas di Bavo Derurne (Belgio)

### Fuori concorso|Evento Speciale
- Dudamel: Let the Children Play di Alberto Arvelo Mendoza (USA / Venezuela)
- Il re leone 3D (The Lion King 3D) di Roger Allers, Rob Minkoff (USA)

## Alice nella Città 2012 - X Edizione
A partire da questa edizione, Alice nella Città torna ad essere un festival autonomo e parallelo al Festival internazionale del film di Roma 2012. Le due manifestazioni si svolgono dal 9 novembre al 17 novembre 2012 presso l'auditorium Parco della Musica. Nonostante il Concorso K-12 sia stato eliminato dalla programmazione, i film che fanno parte del Concorso Young|Adult vengono raddoppiati. Il concorso è vinto dal film brasiliano My Sweet Orange Tree di Marcos Bernstein, ma viene attribuita una menzione speciale al film italiano Pulce non c'è di Giuseppe Bonito. Oltre alle proiezioni consuete, viene presentato un omaggio a Tomi Ungerer. Madrina dell'edizione è stata l'attrice francese Diane Fleri.

### Concorso Young|Adult
- Kid di Fien Troch (Belgio)
- Babygirl di Macdara Vallely (USA/Irlanda)
- La pasiòn de Michelangelo di Esteban Larraín (Cile)
- Igual si llueve di Fernando A. Gatti (Argentina)
- Strings di Rob Savage (Regno Unito)
- You and Me Forever di Kaspar Munk (Danimarca)
- Innocents di Chen-hsi Wong (Singapore)
- Meu pé de laranja lima di Marcos Bernstein (Brasile)
- Jeunesse di Justine Malle (Francia)
- Pulce non c'è di Giuseppe Bonito (Italia)
- Animals di Marçal Forés (Spagna)
- Comme un lion di Samuel Collardey (Francia)
- Le sac de farine di Kadija Leclere (Belgio/Marocco/Francia)
- Blackbird di Jason Buxton (Canada)

### Fuori Concorso|Evento Speciale
- Ralph Spaccatutto (Wreck-It Ralph) di Rich Moore (USA)
- Du vent dans mes mollets di Carine Tardieu (Francia)
- Le Petit Prince - La planète su serpent di Pierre-Alain Chartier (Francia)
- Kirikou et les hommes et les femmes di Michel Ocelot (Francia)
- Beautiful Creatures - La sedicesima luna di Richard LaGravenese (Stati Uniti)
- Altra musica di Claudio Noce (Italia)

### Omaggio a Tomi Ungerer
- Jean de la lune di Stephan Schesch (Germania/Francia/Irlanda)
- Far Out Isn't Far Enough: The Tomi Ungerer Story di Brad Bernstein (Stati Uniti)

## Alice nella Città 2013 - XI Edizione
Alice nella Città 2013 e il Festival internazionale del film di Roma 2013 si svolgono a Roma dall'8 al 17 novembre 2013 presso l'auditorium Parco della Musica. Il Concorso Young|Adult è vinto dal film finlandese Lärjungen di Ulrika Bengts. Oltre alle proiezioni consuete, viene presentato un omaggio a Hirokazu Kore'eda.

### Concorso Young|Adult
- Cazando Luciérnagas di Roberto Flores Prieto (Colombia)
- Juliette di Pierre Godeau (Francia)
- Mig Äger Ingen di Kjell-Åke Andersson (Svezia)
- En Solitaire di Christophe Offenstein (Francia)
- Se chiudo gli occhi non sono più qui di Vittorio Moroni (Italia)
- Lärjungen di Ulrika Bengts (Finlandia)
- Il sud è niente di Fabio Mollo (Italia)
- Lauf, Junge, Lauf di Pepe Danquart (Germania/Francia)
- Sitting Next to Zoe di Ivana Lalović (Svizzera)
- Uvanga di Marie-Hélène Cousineau e Madeline Piujuq Ivalu (Canada)

### Fuori concorso|Eventi Speciali
- Planes di Klay Hall (USA)
- Il mondo fino in fondo di Alessandro Lunardelli (Italia/Cile)
- Belle et Sébastien di Nicolas Vanier (Francia)
- La cour de Babel di Julie Bertuccelli (Francia)
- Ma Maman est Enamérique, Elle a Rencontré Buffalo Bill di Marc Boréal e Thibaut Chatel (Francia)
- Who is Dayani Cristal? di Marc Silver e Gael García Bernal (Regno Unito/Messico)
- Metegol di Juan José Campanella (Argentina)

### Omaggio a Hirokazu Kore'eda
- Kiseki di Hirokazu Kore'eda (Giappone)
- Father and Son (Soshite chichi ni naru) di Hirokazu Kore'eda (Giappone)

## Alice nella Città 2014 - XII Edizione
Alice nella Città 2014 e il Festival internazionale del film di Roma 2014 a Roma dal 16 al 25 ottobre 2014 presso l'Auditorium Parco della Musica. Il Concorso Young|Adult è vinto dal film statunitense The Road Within di Grenn Wells. Inoltre, il film Trash (film 2014) vince anche il premio del pubblico BNL. La sigla di quest'anno di Alice nella città è realizzata dall'associazione Emergency, in occasione del suo ventennale, con la supervisione artistica della regista Costanza Quatriglio. Padrino dell'edizione è stato l'attore italiano Giorgio Pasotti. Ospiti della manifestazione, fra gli altri, sono stati: Stefan Liberski, Stephen Daldry, Ioanis Nuguet, Kit Monkman, Marcus Romer, Savina Dellicour, Green Wells, Giulio Base e Kevin Costner. A livello di numeri, l'edizione risulta avere un incremento notevole in termini di partecipazione.

### Concorso Young|Adult
- A Birder's Guide to Everything di Rob Meyer (USA)
- Spartacus & Cassandra di Ioanis Nuguet (Francia)
- X+Y di Morgan Matthews (Gran Bretagna)
- The Knife That Killed me di Kit Monkman e Marcus Romer (Gran Bretagna)
- Song of the Sea di Tomm Moore (Irlanda)
- Ghadi di Amin Dora (Libano)
- The Crow's Egg di M. Manikandan (India)
- About a Girl di Charleen Macht Schlusse (Germania)
- All Cats are Grey di Savina Dellicour (Belgio)
- Tokyo Fiancée di Stefan Liberski (Belgio)
- Trash di Stephen Daldry (Gran Bretagna) - In collaborazione con il Festival Internazionale del film di Roma
- Viaggio verso la libertà (The Road Within) di Gren Wells (USA)

### Fuori concorso|Eventi Speciali
- Black or White di Mike Binder (USA) - In collaborazione con il Festival Internazionale del film di Roma
- Kahlil Gibran's The Prophet di Roger Allers, Gaëtan e Paul Brizzi, Tomm Moore, Nina Paley, Bill Plympton, Joann Sfar, Michal Socha, Joan C. Gratz & Mohammed Saeed Harib(Canada/Francia/Libano/Qatar/USA) - In collaborazione con il Festival Internazionale del film di Roma
- Lo straordinario viaggio di T.S. Spivet (The Young and Prodigious Spivet) di Jean-Pierre Jeunet (Francia/Canada)- In collaborazione con il Festival Internazionale del film di Roma
- Guardiani della Galassia di James Gunn (USA)
- Mio Papa di Giulio Base (Italia)
- Doraemon - Il film di Takashi Yamazaki e Ryūichi Yagi (Giappone)
- Paddington (film) di Paul King (Regno Unito, Francia)
- Il mio amico Nanuk di Roger Spottiswoode e Brando Quilici (Italia, Canada, USA)

## Alice nella Città 2015 - XIII Edizione
Alice nella Città 2015 e la Festa del Cinema di Roma 2015 si svolgono a Roma dal 16 al 24 ottobre 2015 presso l'Auditorium Parco della Musica. Il Concorso Young|Adult è vinto dal film tedesco Four Kings di Theresa von Eltz mentre il premio Camera d'Oro Taodue viene assegnato al documentario The Wolfpack di Crystal Moselle (con una menzione speciale a Mustang di Deniz Gamze Erguven). Oltre agli spazi dell’Auditorium Parco della Musica, viene creato per la prima volta un vero e proprio “distretto del cinema” all’interno del quartiere Pigneto, attraverso l'utilizzo del Nuovo Cinema Aquila e del Cinema Avorio: quest'ultimo, chiuso nel 2009, riapre temporaneamente grazie alla stretta collaborazione tra Alice nella città e la proprietà del cinema. In questa edizione, Alice fa un ulteriore passo in avanti: espande il suo programma con la creazione della sezione Alice|Panorama scendendo nelle vie della città con il desiderio di rendere il cinema sempre più accessibile ad ogni tipo di pubblico. La sigla di quest'anno è affidata al regista italiano Fabio Mollo.

### Concorso Young|Adult
- Departure di Andrew Steggall (Regno Unito)
- Mustang di Deniz Gamze Erguven (Turchia)
- Returning Home di Henrik Martin Dahlsbakken (Norvegia)
- Scout di Laurie Weltz (USA)
- Grandma di Paul Weitz (USA)
- Four Kings di Theresa von Eltz (Germania)
- The Big Day di Pascal Plisson (Francia)
- Microbe & Gasoline di Michel Gondry (Francia)
- A Childhood di Philippe Claudel (Francia) - in collaborazione con la Festa del Cinema di Roma 2015
- The New Classmate di Ash-winy Iyer Tiwari (India)
- Il bambino di vetro di Federico Cruciani (Italia)
- Campo Grande di Sandra Kogut (Brasile) - in collaborazione con la Festa del Cinema di Roma 2015

### Alice|Panorama
Sono dieci i film che saranno presentati al cinema Avorio, al Pigneto, e che fanno parte del programma esteso di Alice nella città, denominato Panorama. Questi film, a differenza del concorso Young|Adult di Alice, seppur raccontando il mondo delle giovani generazioni, affrontano i temi dell’adolescenza e della giovinezza con un linguaggio più adulto.
- The Wolfpack di Crystal Moselle  (USA)
- Street Opera di Haider Rashid (Italia)
- Raging Rose di Julia Kowalski (Francia, Polonia)
- Monitor di Alessio Lauria (Italia)
- Long Way North di Rémi Chayé (Francia)
- Sleeping Giant di Andrew Cividino (Canada)
- Closet monster di Stephen Dunn (Germania)
- The Boy and the Beast di Mamoru Hosoda (Giappone)
- Alias Maria di Josè luis Regules (Colombia)
- The New Kid di Rudi Rosenberg (Francia)

### Fuori concorso|Eventi Speciali
- Il piccolo principe di Mike Osborne (Francia)
- Iqbal - Bambini senza paura di Michel Fuzellier (Italia) - in collaborazione con la Festa del Cinema di Roma 2015
- Pan - Viaggio sull'isola che non c'è (Pan), regia di Joe Wright (Regno Unito)
- Game Therapy di Ryan Travis (Italia, USA)
- The Zero Hunger Challenge di Costanza Quatriglio (Italia)
- Alice nelle città di Wim Wenders ( Germania, Regno Unito) - proiettato per la prima volta in 2K

## Alice nella Città 2016 - XIV Edizione
Alice nella Città 2016 e la Festa del Cinema di Roma 2016 si svolgono a Roma dal 13 al 23 ottobre 2016 presso l'Auditorium Parco della Musica. Il Concorso Young|Adult è vinto dal film statunitense Kicks di Justin Tipping mentre il premio Camera d'Oro Taodue viene assegnato al film Little Wing di Selma Vilhunen. Inoltre, il film Captain Fantastic di Matt Ross vince il premio del pubblico BNL della Festa del Cinema di Roma. La programmazione è stata svelata nel corso della Conferenza Stampa tenutasi il 23 settembre 2016 presso la Casa del cinema a Roma, comprende dodici opere del Concorso Young|Adult, tre film Fuori Concorso, 3 co-produzioni con la Festa del Cinema di Roma e 2 eventi speciali, programmati all’interno degli spazi dell’Auditorium Parco della Musica. La programmazione di Alice|Panorama si sposta al Cinema Admiral dove si affiancherà la selezione del KINO Panorama|Italia, curata dai ragazzi del KINO, che metterà l’accento sul cinema italiano con proiezioni di film, documentari e cortometraggi di giovani promesse. La manifestazione ha celebrato, attraverso una retrospettiva specifica, il grande regista iraniano Abbas Kiarostami. A livello di numeri, l'edizione conferma il suo successo in termini di partecipazione e gradimento.

### Concorso Young|Adult
- 3 Generations di Gaby Dellal (USA)
- Captain Fantastic di Matt Ross (USA) - (Opera Seconda) - in collaborazione con la Festa del Cinema di Roma 2016
- Kubo e la spada magica  di Travis Knight (USA) - (Opera Prima)
- Selvaggi in fuga (Hunt for the Wilderpeople) di Taika Waititi (Nuova Zelanda)
- London Town di Derrick Borte (Regno Unito)
- Layla M. di Mijke de Jong (Paesi Bassi)
- Kicks di Justin Tipping (USA)
- Little Wing di Selma Vilhunen (Finlandia) - (Opera Prima)
- Boy on the Bridge di Petros Charalambous (Cipro) - (Opera Prima)
- Goodbye Berlin di Fatih Akin (Germania)
- My First Highway di Kevin Meul (Belgio) - (Opera Prima)
- Jeffrey di Yanillys Pérez (Repubblica Dominicana)

### Alice|Panorama
- Kids in Love di Chris Foggin (Regno Unito) - (Opera Prima)
- Heaven Will Wait di Marie Castille Mention-Schaarn (Francia)
- Sing Street di John Carney (Irlanda, Regno Unito, USA) - in collaborazione con la Festa del Cinema di Roma 2016
- Nocturama di Bertand Bonello (Francia)
- 2night di Ivan Silvestrini (Italia) - (Opera Seconda)
- X500 di Juan Andrés Arango (Messico) - (Opera Seconda)
- Park di Sofia Ecarchou ( Grecia, Polonia) - (Opera Prima)
- Swiss Army Man di Daniels (USA) - (Opera Prima)

### KINO Panorama|Italia
- Acqua di marzo di Ciro de Caro (Italia)
- Prova contraria di Chiara Agnello (Italia)
- Mariottide di Maccio Capatonda (Italia)
- Il peso dei sogni di Francesco Mattuzzi (Italia)
- La sindrome di Antonio di Claudio Rossi Massimi (Italia)
- In bici senza sella di Francesco Dafano, Chiara De Marchis, Matteo Giancaspro, Cristian Iezzi, Gianluca Mangiasciutti, Giovanni Battista Origo e Solange Tonnini (Italia)
- The Space Between di Ruth Borgobello (Italia, Australia)
- Strane straniere di Elisa Amoruso (Italia)
- La grande monnezza di Chiara Bellini (Italia)
- I nostri passi di Mirko Pincelli (Italia)

### Fuori concorso|Eventi Speciali
- Max Steel di Stewart Hendler (USA)
- Cicogne in missione (Storks) di Nicholas Stoller e Doug Sweetlan
- Le stagioni di Louise (Louise en hiver), regia di Jean-François Laguionie (Francia, Canada) - in collaborazione con la Festa del Cinema di Roma 2016
- Ho amici in Paradiso di Fabrizio Maria Cortese (Italia)
- Rock Dog di Ash Brannon (USA, Cina)

## Alice nella Città 2017 - XV Edizione
Alice nella Città 2017 e la Festa del Cinema di Roma 2017 si svolgono a Roma dal 26 ottobre al 5 novembre 2017 presso l'Auditorium Parco della Musica. La programmazione viene rivelata il 6 ottobre 2017, durante la Conferenza Stampa tenutasi presso la Casa del cinema a Roma.

## Alice nella Città 2018 - XVI Edizione
Alice nella Città 2018 e la Festa del Cinema di Roma 2018 si svolgono a Roma dal 18 al 28 ottobre 2018 presso l'Auditorium Parco della Musica. Il Concorso Young|Adult è vinto dal film britannico Jellyfish di James Gardner, che si aggiudica anche il premio MyMovies per la miglior attrice (Liv Hill), mentre il premio Camera d'Oro Taodue viene assegnato al film Ben is Back di Peter Hedges. Il premio al miglior attore va a Thomas Blanchard per la sua interpretazione in Drôle de Père di Amelie van Elmbt. Inoltre, si aggiudica il premio della giuria miglior opera prima MyMovies Die Stropers di Etienne Kallos.

### Concorso Young|Adult
- Behold My Heart, di Joshua Leonard (Stati Uniti d'America)
- Marot Shborot, di Imri Matalon e Aviad Givon (Israele)
- Fiore gemello, di Laura Luchetti (Italia)
- The New Romantic, di Carly Stone (Canada)
- Jellyfish, di James Gardner (Regno Unito)
- Measure of a Man, di Jim Loach (Stati Uniti d'America)
- Pour vivre heureux, di Salima Glamine e Dimitri Linder (Belgio, Lussemburgo)
- Ben is Back, di Peter Hedges (Stati Uniti d'America)
- Butterfly, di Alessandro Cassigoli e Casey Kauffman (Italia)
- Drôle de Père, di Amelie van Elmbt (Belgio)
- Nelle tue mani (Au bout des doigts), di Ludovic Bernard (Francia)

### Alice|Panorama internazionale
- Friday's Child, di A.J. Edwards (Stati Uniti d'America)
- Lof mér að falla, di Baldvin Z. (Islanda, Finlandia, Germania)
- Miriam miente, di Natalia Cabral e Oriol Estrada (Repubblica Dominicana)
- Prospect, di Zeek Earl e Christopher Caldwell (Stati Uniti d'America)
- Skate Kitchen, di Crystal Moselle (Stati Uniti d'America)
- The Belly of the Whale, di Morgan Bushe (Irlanda)
- Die Stropers, di Etienne Kallos (Francia, Grecia)
- Všechno bude, di Olmo Omerzu (Repubblica Ceca)
- Tårnet, di Mats Grorud (Norvegia, Francia, Svezia)
- Hot Summer Nights, di Elijah Bynum (Stati Uniti d'America)

### Fuori concorso|Eventi Speciali
- Tito e os Pàssaros, di Gustavo Steinberg, Gabriel Bitar e André Catoto (Brasile)
- Dilili a Parigi (Dilili à Paris), di Michel Ocelot (Francia, Belgio)
- A Kid Like Jake, di Silas Howard (Stati Uniti d'America)
- Cafarnao - Caos e miracoli (Capharnaüm), di Nadine Labaki (Libano)
- Qui è ora, di Giorgio Horn (Italia)
- Remi (Rémi sans famille), di Antoine Blossier (Francia)
- Up & Down - Un film normale, di Paolo Ruffini (Italia)
- All You Ever Wished For, di Barry Morrow (Stati Uniti d'America)
- Mani rosse, di Francesco Filippi (Italia)
- Dogsitter, di Fulvio Risuleo (Italia)

### Alice|Panorama Italia
- Bene ma non benissimo, di Francesco Mandelli
- Go home - A casa loro,  di Luna Gualano
- Nevermind, di Eros Pugliesi
- Soledad, di Augustina Macri (Italia, Argentina)
- Backliner, di Fabio Lovino
- Zen sul ghiaccio sottile, di Margherita Ferri
- Mignon è partita, di Francesca Archibugi
- Mamma + mamma, di Karole di Tommaso
- Ti presento Sofia, di Guido Chiesa
- Tutte le mie notti, di Manfredi Lucibello

## Alice nella Città 2019 - XVII Edizione
Alice nella Città 2019 e la Festa del Cinema di Roma 2019 si svolgono a Roma dal 17 al 27 ottobre 2019 presso l'Auditorium Parco della Musica. La programmazione è stata svelata nel corso della conferenza stampa tenutasi il 2 ottobre 2019 presso il MAXXI a Roma.

### Concorso Young|Adult
- One more Jump, di Emanuele Gerosa (Italia, Svizzera, Libano)
- Son-Mother, di Mahnaz Mohammadi (Iran)
- Beyond The Horizon, di Delphine Lehericey (Svizzera, Belgio)
- Sunburned, di Carolina Hellsgård (Germania, Paesi Bassi, Polonia)
- The Dazzled, di Sarah Suco (Francia)
- Lane 4, di Emiliano Cunha (Brasile)
- Lola (Lola vers la mer), regia di Laurent Micheli  (Belgio, Francia)
- L'agnello, di Mario Piredda (Italia, Francia)
- La famosa invasione degli orsi in Sicilia, di Lorenzo Mattotti (Francia, Italia)
- Cleo, di Eva Cools (Belgio)
- Don't forget to breathe, di Ne Pozabi Dihati (Slovenia, Italia, Croazia)
- Perfect 10, di Eva Riley (Regno Unito)

### Fuori concorso
- L'età giovane, di Luc e Jean-Pierre Dardenne (Francia, Belgio)
- Matares, di Rachid Benhadj (Algeria)

### Alice|Panorama internazionale
- Light of My Life, di Casey Affleck (Stati Uniti d'America)
- Maternal, di Maura Delpero (Italia, Argentina)
- Zombi Child, di Bertrand Bonello (Francia)
- Adoration, di Fabrice du Welz (Francia, Belgio)
- Mickey and the Bear, di Annabelle Attanasio (Stati Uniti d'America)
- Take me Somewhere Nice, di Ena Sendijarević (Paesi Bassi, Bosnia-Erzegovina)
- Aga's House, di Lendita Zeqiraj (Kosovo, Croazia, Albania. Francia)
- La Fortaleza, di Andrés Torres (Colombia)
- Taro the Fool, di Tatsushi Omori (Giappone)
- Mosaic Portrait, di Zhai Yixiang (Cina)
- Adolescentes, di Sébastien Lifshitz (Francia)
- Bull, di Annie Silverstein (Stati Uniti d'America)

### Eventi Speciali
- Maleficent - Signora del male, di Joachim Rønning (Stati Uniti d'America) (evento speciale di pre-apertura)
- Ailo - Un'avventura tra i ghiacci, di Guillaume Maidatchevsky (Francia, Finlandia)
- La famiglia Addams, di Greg Tiernan e Conrad Vernon (Stati Uniti d'America)
- Il giorno più bello del mondo, di Alessandro Siani (Italia) (film di chiusura)

### Alice|Panorama Italia
- Bellissime, di Elisa Amoruso
- Famosa, di Alessandra Mortelliti
- Mi chiedo quando ti mancherò, di Francesco Fei
- Mollami, di Matteo Gentiloni
- La Vacanza, di Enrico Iannacone
- Stay Still, di Elisa Mishto (Italia, Germania)
- Buio, di Emanuela Rossi
- Le metamorfosi, di Giuseppe Carrieri
- La villa, di Claudia Brignone
- La volta buona, di Vincenzo Marra (Italia, Uruguay)
- Volare, di Ram Pace e Luca Santarelli
- Il suono della voce, di Emanuela Giordano
- Marco Polo, di Duccio Chiarini
- Amori di latta, di Graziano Conversano
- Meglio che tu pensi la tua, di Davide Vavalà

## Alice nella Città 2020 - XVIII Edizione
La XVIII edizione di Alice nella città si è tenuta a Roma dal 15 al 25 ottobre 2020, in contemporanea con la XV Festa del Cinema di Roma, presso Auditorium Parco della Musica e Nuovo Centro Congressi dell'EUR (Nuvola di Fuksas), ed è stata presentata dai curatori Gianluca Giannelli e Fabia Bettini il 2 ottobre 2020 al MAXXI di Roma.

## Alice nella Città 2021 - XIX Edizione
La XIX edizione di Alice nella città si è tenuta a Roma dal 14 al 24 ottobre 2021, in contemporanea con la XVI Festa del Cinema di Roma, presso Auditorium Parco della Musica, Auditorium Conciliazione, Cinema Savoy e Casa del Cinema, ed è stata presentata dai curatori Gianluca Giannelli e Fabia Bettini il 30 settembre 2021 al MAXXI di Roma.

## Alice nella Città 2022 - XX Edizione
La XX edizione di Alice nella Città si è tenuta a Roma dal 13 al 23 ottobre 2022, in contemporanea e negli stessi spazi della XVII Festa del Cinema di Roma, oltre all'Auditorium Conciliazione, ed è stata presentata dai curatori Gianluca Giannelli e Fabia Bettini il 29 settembre 2022 al MAXXI di Roma. Il concorso Young|Adult è stato vinto dal film francese Summer Scars di Simon Rieth, il Premio Raffaella Fioretta 2022 per il miglior film del Panorama Italia assegnato a Primadonna di Marta Savina, il premio per il miglior giovane interprete internazionale assegnato a Mallory Manecque per la sua interpretazione nel film I peggiori di tutti (Les Pires) di Lise Akoka e Romane Guéret, mentre Giuseppe Pirozzi si è aggiudicato il Premio  RB Casting per il miglior giovane interprete italiano per il film Piano piano di Nicola Prosatore.

### Concorso Young|Adult
- Marcel the Shell with Shoes On di Dean Fleischer Camp (USA) - (Opera Prima)
- Armageddon Time di James Gray (USA) - in collaborazione con la Festa del Cinema di Roma 2022
- La maternal di Pilar Palomero (Spagna)
- Before I Change My Mind di Trevor Anderson (Canada) - (Opera Prima)
- I Love My Dad di James Morosini (USA)
- Close di Lukas Dhont (Belgio)
- I peggiori di tutti (Les Pires) di Lise Akoka e Romane Guéret (Francia) - (Opera Prima)
- Cet été-là di Eric Lartigau (Francia)
- Signs of Love di Clarence Fuller (USA)
- Il cerchio di Sophie Chiarello (Italia)
- Summer Scars di Simon Rieth (Francia) - (Opera Prima)
- Hawa di Maïmouna Doucouré (Francia)

### Alice|Panorama Italia
- Le ragazze non piangono, di Andrea Zuliani - (Opera Prima)
- Piove, di Paolo Strippoli
- Il ritorno, di Stefano Chiantini
- My Soul Summer, di Fabio Mollo
- Piano piano di Nicola Prosatore - (Opera Prima)
- Prima donna di Marta Savina - (Opera Prima)
- L'uomo sulla strada di Gianluca Mangiasciutti - (Opera Prima)
- I nostri ieri di Andrea Papini
- Mahmood di Giorgio Testi
- I viaggiatori, di Ludovico Di Martino
- Cosa verrà, di Francesco Crispino

### Fuori concorso|Eventi Speciali
- Aftersun di Charlotte Wells (Inghilterra) - (Opera Prima)
- A House Made of Splinters di Simon Lereng Wilmont (Danimarca)
- Piggy di Carlota Pereda (Spagna, Francia)
- Corpo Libero - serie tv, di Cosima Spender e Valerio Bonelli (Italia, Germania)
- Backlash di Léa Clermont-Dion e Guylaine Maroist (Canada)
- Il ragazzo e la tigre di Brando Quilici (Italia)
- Il talento di Mr. Crocodile di Will Speck e Josh Gordon (USA)
- Il faraone, il selvaggio e la principessa (Le Pharaon, le Sauvage et la Princesse), regia di Michel Ocelot (Francia, Belgio)
- Heart of Oak di Laurent Charbonnier e Michel Seydoux (Francia)
- Poker Face di Russell Crowe (USA) - in collaborazione con la Festa del Cinema di Roma 2022